# Haucourt-Moulaine
Haucourt-Moulaine è un comune francese di 3 148 abitanti situato nel dipartimento della Meurthe e Mosella nella regione del Grand Est.

## Società

### Evoluzione demografica
Abitanti censiti